# Battaglia di Siracusa
(Plutarco, Vite parallele Nicia, XVI, 6.)
La battaglia di Siracusa si svolse nell'inverno del 415-414 a.C. e vide contrapposti i Siracusani, a cui erano accorsi in aiuto alcuni guerrieri Selinuntini, Camarinesi e Gelesi, contro i soldati della spedizione ateniese guidati da Nicia e Lamaco.

## Antefatti
Nel 415 a.C. gli Ateniesi, forti della loro posizione di egemonia in Grecia e degli alleati, organizzarono una spedizione navale volta a espandere il raggio di azione ateniese e guadagnare una posizione di preminenza anche in Sicilia.
Partiti dal Pireo, passati per Egina si diressero verso l'isola di Corcira dove si prepararono per l'ultima traversata. La spedizione era in principio diretta verso Selinunte, alleata di Siracusa, che era entrata in contesa territoriale con Segesta, alleata di Atene; ma allo stesso scopo «l'assalto a Siracusa e Selinunte avrebbe suggellato l'impresa siciliana».
I Siracusani, che subodoravano un azzardo simile contro di loro da parte degli ateniesi, indissero un'assemblea dove si decise di trovare un accordo di reciproca difesa tra tutti i Sicelioti, compresi i Cartaginesi, come specificato nel discorso di Ermocrate, e di arruolare il maggior numero di soldati possibile.

### Lo stratagemma

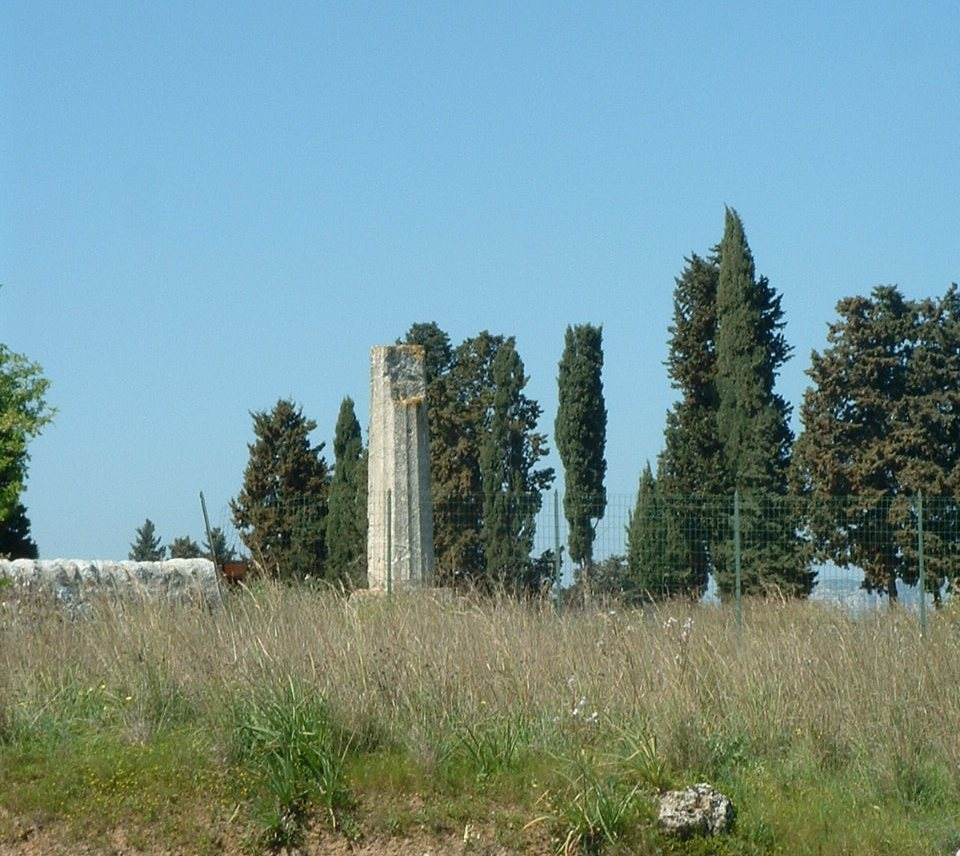
Resti del tempio di Zeus Olimpio nei pressi di Siracusa.

Gli invasori, sbarcati già presso le mura della città, pensarono di partire col vantaggio dell'oscurità e prendere posto in un luogo più favorevole all'impresa, in modo che si potesse contenere l'impeto della cavalleria siracusana che pareva loro l'arma più temibile. Essendo venuti a conoscenza della topografia della città e dei luoghi a essa limitrofi tramite alcuni disertori, gli Ateniesi optarono allo spostamento del bivacco presso il tempio di Zeus Olimpio, a sud-ovest della città, perciò predisposero uno stratagemma che viene tramandato da Plutarco e Tucidide:
(Tucidide, La Guerra del Peloponneso, VI, 64.)
Gli Ateniesi aggredirono la città sguarnita e conquistarono entrambi i porti Piccolo e Grande. Plutarco lo definisce come «la migliore azione strategica di Nicia in Sicilia».

## Svolgimento
L'esercito siracusano, passato all'offensiva come gli Ateniesi speravano, accorgendosi ben presto del tranello teso loro dai nemici ritornò entro le mura della città temendo che con questo loro azzardo avesse potuto perdere Siracusa.
Gli Ateniesi nel frattempo si trincerarono presso il fiume Anapo e l'indomani si schierarono in formazione di battaglia:
- Argivi e Mantineesi schierati sulla destra, gli Ateniesi al centro, a sinistra i restanti alleati; il tutto su una profondità di otto uomini.

I Siracusani si disposero invece in questo modo:
- Gli opliti in ordine di sedici file, i cavalieri siracusani si misero presso il corno destro dell'esercito al cui fianco c'erano i giavellottisti; tra tutti i presenti la maggior parte era costituita da soldati siracusani e selinuntini[1].

Lo scontro si accese tra le truppe leggere e i frombolieri che ingaggiarono un combattimento a distanza. Entrambi gli schieramenti animati dall'amor patrio si mossero contro il nemico nel bel mezzo di una tempesta, dove tuoni e fulmini lasciavano adito a molti presagi. Il fianco destro dell'esercito difensore non riuscì a resistere sotto la pressione degli opliti argivi che accerchiarono lo schieramento siracusano e costrinsero l'esercito alla ritirata. Nonostante la disfatta un piccolo contingente si diresse verso il tempio di Zeus per portare in salvo i beni custoditi.
Gli Ateniesi ammassarono i cadaveri di entrambi gli schieramenti e restituirono i corpi ai Siracusani: i caduti ammontarono a circa 310 uomini di cui 260 dell'esercito siracusano e 50 degli Ateniesi. Nonostante la completa vittoria pochi in più furono i caduti dalla parte aretusea, perché la cavalleria impedì l'inseguimento.

## Conseguenze
Gli Ateniesi, appena giunti in Sicilia, battendo in questa battaglia i Siracusani, si assestarono nei territori limitrofi alla città e cercarono di isolarla da aiuti esterni tagliando i ponti sul fiume Anapo. L'inverno, che era alle porte, favorì momentaneamente gli invasori che ebbero tutto il tempo per scegliere il luogo più favorevole nel quale stanziarsi. I Siracusani si resero conto di essere in pericolo, aspettandosi da un momento all'altro un nuovo attacco, si riunirono in assemblea. Ermocrate ne fu eletto capo e propose un piano difensivo che fu accolto favorevolmente da tutti i membri.